# Ольшанка (Опольське воєводство)
Ольшанка (пол. Olszanka) — село в Польщі, у гміні Ольшанка Бжезького повіту Опольського воєводства.
Населення — 464 особи (2011).

## Демографія
Демографічна структура станом на 31 березня 2011 року:
|          | Загалом | Допрацездатний вік | Працездатний вік | Постпрацездатний вік |
| -------- | ------- | ------------------ | ---------------- | -------------------- |
| Чоловіки | 222     | 51                 | 146              | 25                   |
| Жінки    | 242     | 57                 | 138              | 47                   |
| Разом    | 464     | 108                | 284              | 72                   |